# Ithocritus
Ithocritus – rodzaj chrząszczy z rodziny kózkowatych i podrodziny zgrzypikowych.

## Zasięg występowania
Przedstawiciele tego rodzaju występują w Azji od wsch. Indii na zach. do płd. Chin i Wietnamu na wsch.

## Systematyka
Do Ithocritus zaliczane są 3 gatunki:
- Ithocritus multimaculatus
- Ithocritus ruber
- Ithocritus similis